# マル勝ファミコン
『勝ファミコン』（マルかつファミコン）は、角川書店が刊行していたゲーム雑誌。

## 沿革
1986年4月25日、『コンプティーク』の1コーナーから分離する形で創刊。同時期に創刊した雑誌の大半が月刊誌であったが、マル勝は当時トップシェアだった『ファミリーコンピュータMagazine』と同じ月2回刊であった。
1987年に連載が始まった『魍魎戦記MADARA』（原作：大塚英志・画：田島昭宇）がヒット。また、姉妹誌・『コンプティーク』と同様に読者参加型ゲーム「ダブルムーン伝説」（ORG）を連載した。1990年11月のスーパーファミコン発売に伴い、1991年4月より『マル勝スーパーファミコン』に改題。
『ファミ通』が発行していたクーポン（雑誌に毎号付いて来るほか、投稿が採用された際に謝礼としてもらえる）「ガバス」に対抗すべく「MAC（Marukatsu Attack Card）」を発行。『甲竜伝説ヴィルガスト』（バンダイ）や『ストリートファイターII』（カプコン）のキャラクターと読者が作成したオリジナルキャラクターを闘わせて勝敗予想を募り、当選者にMACが進呈された。
1992年10月、編集を担当していた角川メディアオフィスの社員が一斉に退社して独立し、12月にメディアワークスで『電撃スーパーファミコン』を創刊。『マル勝スーパーファミコン』誌は外部プロダクションに編集を委託し続刊されたが、連載中のマンガや人気コーナーの多くが突然打ち切られ、内容も著しく劣化したため、誌面にお詫びを掲載した。しかし、お詫びという体裁をとりつつも、編集者全員の言い訳のコメントを掲載し、その中から最も責任重大であると思う人物に読者がハガキ投稿して「戦犯」を決めるという内容であった。
その後、角川書店社長・角川春樹が麻薬取締法違反で逮捕された事件に伴いメディアワークスとの関係修復が図られたこともあり、スーパーファミコンからのハード移行期である1996年に本誌を『マル勝ゲーム少年』と改題して任天堂ハード専門誌から小・中学生対象のテレビゲーム総合誌に変え、1994年創刊の高年齢層向けテレビゲーム総合誌『Game Walker』と合わせ、角川書店のゲーム雑誌を世代別に再編したが長続きせず、『マル勝ゲーム少年』は1997年に、『Game Walker』は2000年に休刊した。
マスコットキャラクターは、メディアワークス設立前は「マント犬」など。スタッフ入れ替え後は、少女キャラクター「ルカ」が表紙に起用され、1995年には彼女を主役としたスーパーファミコン用アクションゲーム『妖怪バスター ルカの大冒険』が発売された。
『ファミ通』の出版元であるエンターブレインは角川グループの一社だが、かつてゲーム雑誌部門で競ったライバル雑誌の出版社を傘下に収める皮肉となった。
2015年3月5日にATLUSから発売された『世界樹と不思議のダンジョン』に合わせ約23年ぶりの復活と題し、同作の特集記事や原画集などを掲載した『マル勝スーパーファミコン 2015年復活版』が、ラフスケッチVerのサウンドトラックCDと共に先着購入特典として配布された。

## 連載漫画作品
- ドラゴンバスター（作 : 矢野健太郎） : 1986年 vol.16 - 1987年 vol.4
- 旅姿！夕日のマント犬（作 : テラKEN、画 : 中野豪） : 1987年 vol.11 - 1987年 vol.23
- 魍魎戦記MADARA（作 : 大塚英志、画 : 田島昭宇） : 1987年 vol.24 - 1990年 vol.11
- 悠久の風伝説　ファイナルファンタジーIIIより（作 : 寺田憲史、画 : 衣谷遊） : 1990年 vol.9 - 1992年 vol.9
- 魍魎戦記MADARA摩陀羅弐（作 : 大塚英志、画 : 田島昭宇） : 1990年 vol.14 - 1992年 vol.4
- 魍魎戦記MADARA赤（作 : 大塚英志、画 : 田島昭宇） : 1992年 vol.9 - 1992年 vol.21
- ダライアス=サーガイア（作 : 松尾剛、画 : 登呂枢、デザイン : おおのやすゆき） : 1992年 vol.13 - 1993年 vol.3
- 幼稚園戦記まだら（作 : 義見依久） : 1992年 vol.22 - 1993年 vol.14
- そこへ勇者があらわれた（作 : 蜂文太） : 1993年 vol.5
- ワンダとはいどのメモリー不足劇場（作 : ワンダバダ長沢・高樹はいど） : 1993年 vol.5 - 1993年 vol.8
- 光の獅子、闇の王 〜アルバートオデッセイ〜（作 : 武林武士） : 1993年 vol.7 - 1993年 vol.16
- アールピィジィ（作 : たしろたくや） : 1993年 vol.9
- REX日記（作 : 伊魔崎斎・雷神ふぃるむ） : 1993年 vol.9 - 1993年 vol.14
- 死霊ハンターD（作 : ふるじゅん） : 1993年 vol.10
- おきらくバスター金太郎（作 : 鵼りつき） : 1993年 vol.11
- ソード・ワールドSFC 漆黒のカース（作 : 下村家惠子、画 : 白石琴似） : 1993年 vol.12 - 1994年 vol.7
- バトルマスター 究極の戦士たち（作 : 佐々木よしの） : 1993年 vol.17 - 1993年 vol.18
- 魔神転生（作 : 冬凪れく） : 1993年 vol.21 - 1994年 vol.12
- 魔法使いなんて大嫌い（作 : まなかとしゆき） : 1994年 vol.13
- 餓狼伝説スペシャル その技でキメてよ♥Myマイ舞ちゃん（作 : 郷秀人） : 1994年 vol.14 - 1994年 vol.15
- 光の剣 闇の刃 アルバートオデッセイ2 〜邪神の胎動〜（作 : 武林武士） : 1994年 vol.16 - 1995年 vol.6
- 石の又兵衛（作 : 蜂文太） : 1995年 vol.7
- 愛と正義の使徒 キャプテン・ティーチャー（作 : かのえゆうじ） : 1995年 vol.8
- G・O・D 〜目覚めよと呼ぶ声が聴こえ〜（画 : 秋月しょう） : 1995年 vol.9 - 1996年 vol.1
- ねこなできごと（作 : 都波みなと） : 1996年 vol.2
- マル勝ゲーム4コマシアター : さまざまなゲームを題材とした4コマ漫画アンソロジー。掲載は不定期。
  - マル勝4コマギャグシアター : 『マル勝ゲーム少年』1996年 vol.8 - 14
  - ガン！とマンガフル : 『マル勝ゲーム少年』1996年 vol.15 - 1997年 vol.3
- 日常茶飯事（作 : KAERU.） : 『マル勝ゲーム少年』1996年 vol.8 - 1997年 vol.3

## 読者参加ゲーム
- ダブルムーン伝説（企画・製作 : ORG、デザイン : 大貫昌幸、ゲームマスター : 明日川敬・和栗朗、イラスト : 草彅琢仁・かんなたかし） : 1989年 vol.16 - 1993年 vol.10
- デスタワー 遥かなる竜の国（作 : 小峰徳司、イラスト : 山田章博、ふじたゆきひさ） : 1990年 vol.19 - 1992年 vol.21
- ヒーローズ・ウォー 戦国英雄伝（企画・製作 : ORG、デザイン : 大貫昌幸・細野尋美、イラスト : 山田ちゃか） : 1993年 vol.3  - 1994年 vol.1
- ハイパーT&Tリプレイ ドラゴンズ'ヘヴン（製作 : 安田均とグループSNE、プログラム : ハミングバードソフト、イラスト : ふるじゅん、マップ : 瀧口天晴） : 1993年 vol.14 - 1994年 vol.16
- パニック★ハイスクール 学園トラブルバスターズ（企画 : ORG、イラスト : 蜂文太、マップ : はだみちとし） : 1994年 vol.18  - 1995年 vol.5